# 栃木県道246号草久粟野線
栃木県道246号草久粟野線（とちぎけんどう246ごう くさぎゅうあわのせん）は、栃木県鹿沼市を走る一般県道である。
なお、起点側は未整備であり前日光林道を迂回する必要がある。

## 概要
- 距離：24.904km
- 起点：栃木県鹿沼市草久（栃木県道58号草久足尾線交点）
- 終点：栃木県鹿沼市口粟野（口粟野交差点＝栃木県道15号鹿沼足尾線交点）
- 指定：1961年（昭和36年）4月1日

## 交差する主な道路
- 栃木県道280号入粟野引田線（鹿沼市入粟野）
- 栃木県道337号下日向粟野線（鹿沼市口粟野）

## 沿線施設
- 前日光つつじの湯交流館
- 森の学校「前日光・かぬま校」（旧粟野第三小学校）

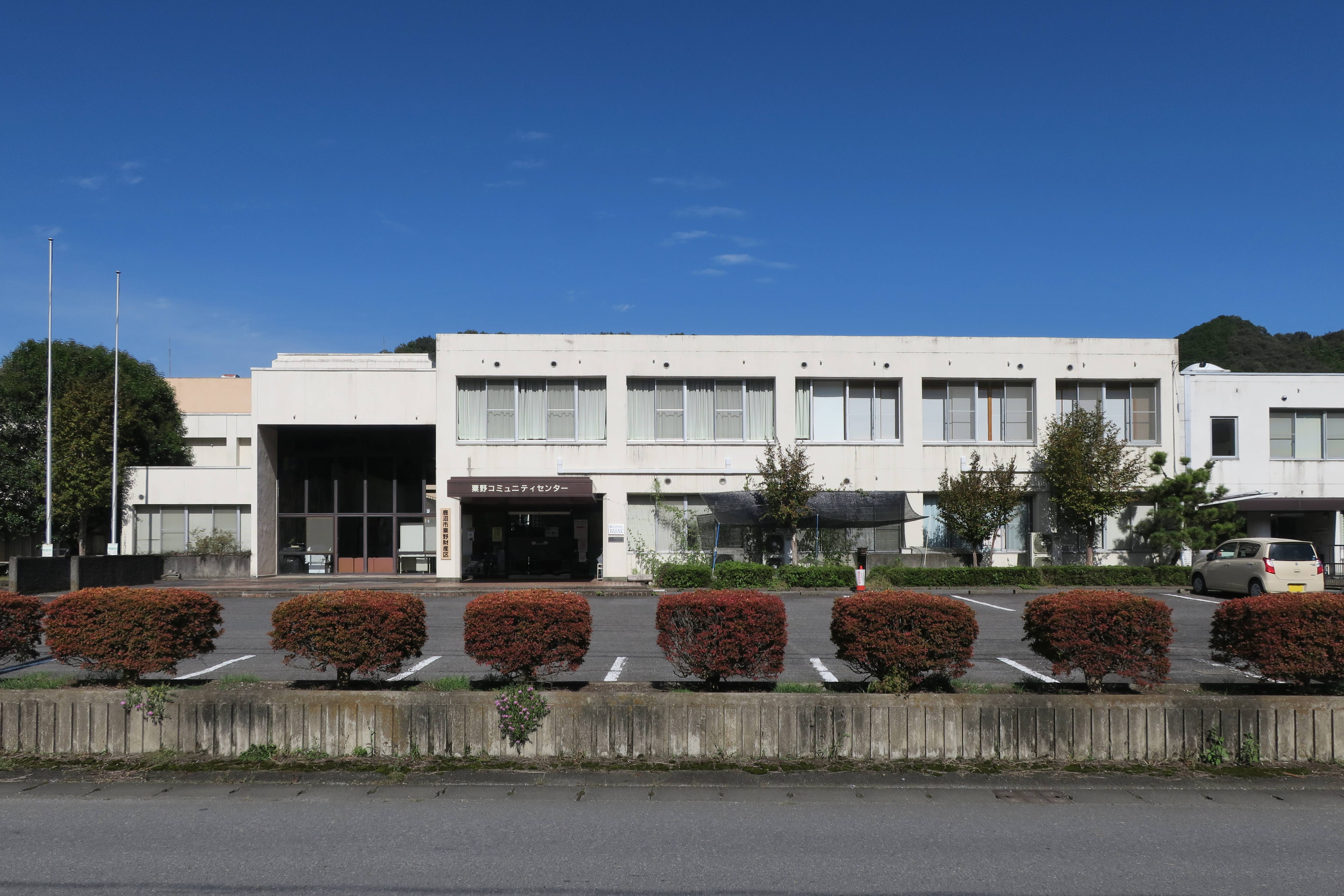
鹿沼市粟野トレーニングセンター
- 鹿沼市粟野B&G海洋センター
- 鹿沼市粟野コミュニティセンター
- 鹿沼市粟野勤労者体育センター
- 鹿沼市消防本部鹿沼市消防署粟野分署
- 旧粟野中学校校舎
- 中妻自治区公民館
- 足利銀行粟野支店
- 鹿沼市立粟野小学校

- 粟野コミュニティセンター